# Јожеф Киш
Јожеф Киш (мађ. Kiss József; Будим, 19. март 1748 — Сомбор, 13. март 1813) је био мађарски хидротехнички инжењер. Најпознатији је као идејни творац, пројектант и први градитељ Великог бачког канала, најзначајнијег хидротехничког и саобраћајног објекта у Бачкој (Хабзбуршка монархија). На његовим делима и визијама свој рад су засновали каснији градитељи хидросистема Дунав-Тиса-Дунав.

## Биографија
Јожеф Киш је рођен је у Будиму 19. марта 1748. године у официрској породици која је, 1681, добила племство са предикатом Кишшароши (Kissarosi). Заједно са својим братом Габором завршио је чувену инжењерску војну академију у Бечу, чији је оснивач био Еуген Савојски. Након школовања, 1768. године, одлази на студијско путовање у Велику Британију, где је управо започела изградња разгранатог система пловних канала, који ће одиграти велику улогу у њеном привредном развоју и индустријској револуцији.
Вративши се у Хабзбуршку монархију, обављао је службу војног инжењера за мостове. Убрзо је напустио војну службу и седамдесетих година 18. века постао цивилни инжењер, службеник Дворске коморе, која се, све до 1848. године, уз многе друге компетенције, старала и о саобраћају, речној пловидби и пловности река у Аустрији и Угарској. Најпре је радио на регулацији Дунава код Братиславе. Касније је активан у коморском округу Беча. Иза њега је остало више вредних нацрта водотокова (листа са назначеним мерењима о деоници Дунава између Дјевина и Комарна (мађ. Komárom), и деоница код Апатина у Бачкој). Као коморски службеник у Бачкој помиње се 1780. године. (Списак инжењера коморске администрације за Бачку из 1780. године) 1782. године Јозеф II покренуо је нову колонизацију Немаца из југозападних покрајина Немачке и Лорене у средње Подунавље. Настојало се да се досељеницима обезбеди чврста полазна економска основа. Због тога је било много задатака за органе државне администрације, па и за, тек приспелог, коморског инжењера Јожефа Киша. Најпре је извршено парцелисање коморских добара ради њихове поделе колонистима, а потом и изградња нових и проширивање постојећих насеља према типизираним урбанистичким плановима. Приликом јозефинске колонизације подигнута су у Бачкој следећа насеља: Торжа, Црвенка, Врбас, Бачко Добро Поље, Секић, Буљкес и Нови Сивац. Међутим, ту се наишло на озбиљне водопривредне проблеме. Дуж јужног обода Телечке висоравни простирале су се баруштине, млаке, мочваре, блатишта и терени зарасли трском, а од Врбаса према истоку лежала је Црна бара, водени реципијент. Таква подручја су природно станиште комараца, те је, ионако малобројно становноштво оболевало и умирало од маларије. Без исушивања и дренирања тог терена, колонизација није могла бити успешна. Кишов предлог је прихваћен и 1785. године је ископан одводни јарак ширине један метар између Куле и Врбаса ради одвођења површинских и подземних вода у Црну бару. Већ следеће године започет је дужи (тридесет километара) и дупло шири канал између Сивца и Врбаса ради дренирања воде из Сивачког блата у Црну бару.
Чим је 1787. године завршио Канал Сивац—Врбас, лично је, о сопственом трошку, два пута премерио терене између Дунава и Тисе и установио да постоји висинска разлика измеђи ових река 7,27 m (23,9 ft). Тиме је утврдио да постоје топографски услови да се гради канал који би повезао ове две реке, користећи се Црном баром.
Комора је 1788. године именовала Киша за руководећег инжењера (Dirigirender Hofkammer—Ingenieur) за Бачку. Између осталог, био је задужен да снабдева војску дрвима и грађом из ерарских шума и, пре свега, да се стара о несметаном одвијању пловидбе.
У међувремену, у Бачку је стигао и Јожефов млађи брат, војни инжењер, Габор. Сарађиваће са Јожефом на пројекту Великог бачког канала, са краћим прекидима у периодима када је био позиван у рат.

## Дело
Браћа Киш упутила су, 12. децембра 1791, брату и наследнику Јосифа II, новом владару Леополду II, представку у којој је, између осталог, стајало:
„Потписана два брата, руковођена тежњом да нешто допринесу добру своје отаџбине, узимају себи смелост да Вашем царском и краљевском величанству најпонизније предложе спајање Дунава изнад Моноштора с Тисом код Бачког Градишта, путем једног пловног канала кроз Бачки коморски округ... Ситуација и план нивоа, тачно снимљени о њиховом трошку, и прилози показују могућност изградње, као и велику корист коју ће имати трговина, фабрике, мануфактуре, и ... његов допринос овој, по свом положају и квалитету земље, тако лепој покрајини.“
Добили су дозволу за изградњу канала и основали удружење које је формирано са основним капиталом од 800.000 форинти, 1792. године. Удружење се звало „Привилеговано угарско краљевско бродарско друштво“. Радови су почети на пролеће 1793. године под вођством Киш Јожефа.
У међувремену, владу су мучили тешки ратни проблеми. Изградња је врло споро напредовала. Када и колико је било радника нема довољно података, али се зна да их није било довољно, јер су се радови на ископу канала јако продужили. У почетку их је било око 2000, затим знатно мање. Уместо тражених 4000 војника Монархија је послала у Бачки Моноштор два пука из Баје да под вођством официра подигну бараке, а уз помоћ инструмената сниме попречне профиле темељних јама за преводнице и каналске деонице. Са истим задатком стигли су и словачки војници у Бачко Градиште. Касније, када је на градилиште било доведено и око 500 окованих робијаша, добили су задатак да их чувају и врло сурово терају на рад. На преводницу у Бачки Моноштор је преко Будимпеште дотеран и велики број францусих заробљеника који су, кад је водостај Дунава омогућавао, радили на преводници, а иначе на ископу дуж канала. Били су слабо обучени и изгладнели. Учинак им је био јако слаб, тако да су са градилишта убрзо враћени. Око 200 сељака који су са коморских поседа дошли на испомоћ, пошто су радили без мерења учинка, такође нису много ископали. Суочен са недостатком праве радне снаге Киш је био приморан да као једино решење даје огласе широм Царевине нудећи могућност добре зараде. За све раднике који су дошли из удаљених крајева подигао је са обе стране канала дрвене бараке за становање. За оболеле раднике постојала је посебно изграђена болница, у којој су се могли лечити уз минималне трошкове. Ангажовање великог броја кубикаша захтевало је дуж читавог канала посебну организованост. Киш је то обављао преко предрадника који су били задужени да се брину о дисциплини, преузимању од Компаније алата и колица, припреми оброка и да, једном у 14 дана, премере извршен рад. Зараде су се обрачунавале по кубном хвату ископане земље. Тешкоће на ископу су се појавиле већ прве године радова на моношторској преводници. Због јаког притиска дунавска вода је продирала у градилишну јаму и замуљивала корито. Свеже косине обала су се често обрушавале, а највеће проблеме су стварале веома високе подземне воде.
Радови су ипак напредовали, те је након четири године канал био плован до Малог Стапара.
Након једне анонимне пријаве, 1796. године, да се канал не ради по пројекту, да радови касне, да ће трошкови знатно премашити фиксно уговорену вредност и да се финансијско и материјално пословање лоше обавља, акционари су почели страховати и Јожеф Киш је пао у немилост. Иако је дао разумна објашњења, да је дно канала на деоници од Бачког Моноштора до Малог Стапара издигнуто услед немогућности ручног ископа због великог притиска подземних вода и да је због тога изграђена још једна преводница код Малог Стапара, да се рокови завршетка послова продужавају услед недостатка радне снаге, да су трошкови за откуп земљишта порасли јер је са почетком изградње и вредност земљишта дуж трасе канала нагло скочила, те да ће тек коначни обрачун показати колико је стварно оправдана примедба о лошем пословању, тада је Друштво прогнало из својих редова Киша, сменивши га са свих функција у Компанији, као и његовог брата Габора који је био далеко, у борбама. За њих то је био тежак ударац, у тренутку када се изградња канала ближила крају, потврђујући да је смела замисао његовог творца била потпуно исправна. У материјалном погледу то је значило да су изгубили сав новац уложен у Канал, што их је довело до потпуног финансијског слома.
Станислав Хепе (мађ. Нерре Sanislo) је добио задатак да заврши радове (1797—1801).
Када је 1802. године довршен, канал Дунав–Тиса био је дугачак 14 ½ аустријске миље, односно 110 километара. Ова дужина наводи се на свим картама снимљеним после довршетка канала. Пловидба од Бездана до ушћа Тисе скраћена је за 258 километара. Значај овог скраћења још је уочљивији када се има у виду да су у то време бродове вукли људи или стока. Тиме је пловидба од Бездана до Градишта скраћена за 10 дана, а у обрнутом, узводном смеру, чак 20 дана. Значајно је повећана и безбедност пловидбе, која је на Дунаву била угрожена, те се понекад месецима прекидала због великих пљускова, поплава и јаких ветрова.
Подстицај који су добили трговина, мануфактура и саобраћај утицао је на убрзан развој насеља која су лежала уз Канал. То су Апатин, Сомбор, Црвенка, Кула, Врбас, Србобран и Бечеј. Нарочито је значајна мелиорациона функција канала, поготово у деоници источно од Врбаса. Каналисањем, мочварна долина Црне баре постала је двоструко корисна, и као пловни и као дренажни канал. Пространи замочварени терени дуж обала Канала су исушени и претворени у плодно пољопривредно земљиште.
Корист који је од Канала имала читава привреда овог подручја, а нарочито пољопривреда, не може се израчунати у новцу, али је јасно да је она била много већа од профита Компаније.

## Епилог
Разрешен свих дужности у Компанији, Јожеф Киш ће се најпре вратити на свој ранији положај руководећег коморског инжињера за Бачку. Када је коначно пензионисан, после 42 године верног служења, од Коморе је добијао само једну четвртину суме која му је припадала као пензија. Годишње то је, према Кишовој забелешци, износило свега 312 форинти. Три пута толико одбијало му се од пензије, на име отплате дуга установљеног после коначног обрачуна са Компанијом.
Саградио је, на мирном и питомом месту, у близини врбаске преводнице, скромни летњиковац који је назвао Josephsruhe (Јожефов мир). Ту ће провести своје последње дане и, у непосредној близини, бити сахрањен по сопственој жељи.
У Кишовој заоставштини сачувана је и једна свеска исписана његовом руком на немачком и латинском језику. Насловио ју је „Stammbuch“, Родословна књига. Но, она то, по свом садржају није. Свега четири стране посвећене су породици. Садржи велики број цртежа познатих историјских личности 18. века. Од Марије Терезије, преко Јозефа II и Наполеона Бонапарте до В. Кемпелена и његовог брата. Закључују је силуете Јожефове супруге Јозефе, рођене Немешовић (Nemesovits) и његовог сина јединца, Михајла Киша. Уз те цртеже налазе се кратке, али важне забелешке. Писао их је знајући да су му дани избројани, разочаран, резигниран, киван на рђаве људе и утучен због споствене судбине. На последњој страни свеске нацртао је, непосредно пред смрт, својом руком, плочу за свој надгробни споменик и епитаф за њу. Незнатно измењен, он и данас стоји на његовом гробу:
„Овде лежи Јожеф Киш, мађарски племић. Да је он бесмртан, потврђује Францов канал. Да је смртан, овај хладан мермер. Рођен у Будиму 14 дана пре априлских календа 1748. Умро у Сомбору, код бачких пријатеља, трећег дана мартовских ида 1813.“
Кишови рукописи, дневници, политичке белешке су у власништву Државне библиотеке (мађ. Szécsény) у Будимпешти.

## Значај
Идејни творац, иницијатор, пројектант и први градитељ највећег техничког подухвата у средњем Подунављу још од времена градње Трајановог моста преко Дунава код Ђердапа (великог римског архитекте и градитеља Аполодора из Дамаска), Јожеф Киш започиње еру крупних хидротехничких радова у овим крајевима. Био је претеча и инспирација многим генерацијама хидротехничара у једној области изузетно замршеној по својим хидрогеографским и хидролошким особинама.